# Ryan Kent
Ryan Kent (* 11. November 1996 in Oldham) ist ein englischer Fußballspieler, der bei den Seattle Sounders unter Vertrag steht.

## Karriere

### Verein
Kent spielte bereits im Alter von sieben Jahren im Nachwuchsbereich des FC Liverpool und rückte in der Vorbereitung zur Saison 2015/16 in den Profikader. Während einer Tournee in Südostasien und Australien kam er im Juli 2015 in einem Freundschaftsspiel gegen Brisbane Roar erstmals für das Profiteam zum Einsatz und wurde im September 2015 bis Januar 2016 an den Drittligisten Coventry City verliehen, um weitere Spielpraxis zu sammeln. Unter Trainer Tony Mowbray kam er in 17 Partien zum Einsatz, nach seinem ersten Profitor bei einem 4:3-Sieg gegen den FC Barnsley im November 2015 wurde er zwischenzeitlich nach Liverpool zurückbeordert, damit sich der neue Liverpool-Trainer Jürgen Klopp ein Bild von dem Spieler machen konnte. Nur wenige Tage nach dem Ende seines Leihaufenthalts gab Kent, ebenso wie Kevin Stewart und Tiago Ilori, am 8. Januar 2016 bei einem 2:2-Unentschieden im FA-Cup-Spiel gegen Exeter City sein Pflichtspieldebüt für Liverpool.
Zur Saison 2016/17 wurde der beidfüßige Flügelspieler für die gesamte Spielzeit an den Zweitligisten FC Barnsley verliehen, für den er 44 Ligaspiele bestritt und dabei drei Treffer erzielte. Für seine Leistungen wurde er vereinsintern am Saisonende als Young Player of the Season geehrt. Im August 2017 verlängerte er seinen Vertrag bei Liverpool, kurze Zeit später wurde er für ein Jahr an den deutschen Bundesligisten SC Freiburg verliehen. Nachdem Kent in der Hinrunde nur zu sechs Einsätzen gekommen war, davon einer in der Startelf, wurde die Leihe auf Wunsch des Spielers bereits in der Winterpause, nach der er Anfang Januar 2018 nicht mit der Mannschaft ins Trainingslager gereist war, vorzeitig beendet.
Am 12. Januar 2018 wurde der nächste Leihvertrag geschlossen, diesmal mit dem Zweitligisten Bristol City. Für die Saison 2018/19 wurde Kent an die Glasgow Rangers verliehen. Zur Saison 2019/20 kehrte er zunächst zum FC Liverpool zurück und wechselte nach einem Einsatz in der U23 Anfang September 2019 erneut zu den Glasgow Rangers. Die Ablöse soll nach Presseberichten bei sieben Millionen Pfund gelegen haben.
Im Juni 2023 wechselte er ablösefrei zu Fenerbahçe Istanbul und unterschrieb dort einen Vertrag über vier Jahre.
Im März 2025 wechselte er nach Vereinslosigkeit zu den Seattle Sounders.

### Nationalmannschaft
Für englische Auswahlteams kam Kent in der Altersklassen U18 und U20 zu insgesamt acht Einsätzen.

## Erfolge
Glasgow Rangers
- Schottische Meisterschaft: 2021
- Schottischer Pokal: 2022
- UEFA-Europa-League-Finalist: 2022